# Blue Lines
Blue Lines — дебютний студійний альбом англійського електронного гурту Massive Attack, випущений 8 квітня 1991 року лейблами Wild Bunch та Virgin Records. У записі брали участь учасники гурту Грантлі «Daddy G» Маршалл, Роберт «3D» Дель Наджа, Едріан «Tricky» Тоуз та Ендрю «Mushroom» Воулз, а співпродюсером виступив Джонні Доллар. У альбомі також взяли участь співаки Шара Нельсон і Горас Енді. Зазвичай вважається першим альбомом у стилі «трип-хоп». Blue Lines поєднав елементи хіп-хопу (такі як брейкбіт, семплінг та реп) з дабом, соулом, регі та електронною музикою.
Blue Lines був названий 21-м найкращим альбомом усіх часів в опитуванні «Музика тисячоліття» 1997 року, проведеному HMV, Channel 4, Ґардіан і Classic FM. У 2000 році читачі журналу Q поставили його на 9 місце в опитуванні «100 найкращих британських альбомів усіх часів». У 2003, 2012 та 2020 роках році альбом увійшов до "списку 500 найкращих альбомів усіх часів за версією журналу «Rolling Stone». Pitchfork поставив його на 85 місце у списку «100 найкращих альбомів 1990-х».
Ремастирована версія альбому вийшла 19 листопада 2012 року.

## Передісторія
«Ми працювали над Blue Lines близько восьми місяців, з перервами на Різдво та Чемпіонат світу з футболу, — розповідав Роберт „3D“ Дель Наджа, — але почали ми з добірки ідей, яким було до семи років. Такі пісні, як „Safe from Harm“ і „Lately“, існували вже давно, ще з часів, коли ми були The Wild Bunch, або з тих часів, коли ми працювали на звукових системах у Бристолі. Але чим більше ми працювали над ними, тим більше у нас з'являлося нових ідей — наприклад, „Five Man Army“ виникла як джем». Гурт також черпав натхнення з концептуальних альбомів у різних жанрах таких виконавців, як Pink Floyd, Public Image Ltd, Біллі Кобем, Воллі Бадару, Гербі Генкок та Айзек Гейз.
Daddy G розповів про створення альбому:
|  | Ми були ледачими брістольськими виродками. Це Нене Черрі надрала нам дупи і затягнула в студію. Ми багато записувалися у неї вдома, в дитячій кімнаті. Там смерділо місяцями, і врешті-решт ми знайшли брудний підгузок за батареєю. Я все ще був діджеєм, але ми намагалися створювати танцювальну музику для голови, а не для ніг. Думаю, це наш найсвіжіший альбом, тоді ми були найсильнішими. |

Шрифт, використаний на обкладинці альбому — Helvetica Black Oblique. Дель Наджа визнав вплив логотипу легкозаймистих матеріалів, використаного на обкладинці альбому Inflammable Material гурту Stiff Little Fingers.

## Стиль
Blue Lines зазвичай вважається першим альбомом у стилі трип-хоп, хоча цей термін не був широко вживаним до 1994 року. Поєднання електронної музики, хіп-хопу, дабу, соулу 1970-х та регі зробило Massive Attack одним з найбільш інноваційних британських гуртів 1990-х та засновником брістольського звучання трип-хопу. Джон Буш з AllMusic також визнав альбом «першим шедевром» того, що пізніше стало відомим як трип-хоп, і описав його як «фільтрування американського хіп-хопу через призму британської клубної культури, стильне, нічне відчуття сцени, яке охоплювало музику від рідкісного груву до дабу і танцювальної музики». Альбом містив брейкбіти, семпли та реп у низці треків, але дизайн альбому відрізнявся від традиційного хіп-хопу. Музичний критик Саймон Рейнольдс заявив, що альбом також ознаменував зміни в електронній та танцювальній музиці, «перехід до більш внутрішнього, медитативного звучання». Пісні на Blue Lines звучать у «косячковому» темпі — від м'яких 90 ударів на хвилину … до позитивно торпідних 67 ударів на хвилину".

## Відгуки
У сучасній рецензії на Blue Lines для NME Деле Фаделе описав альбом як «найбільш витончений, смертоносний, урбаністичний і заплутаний, який коли-небудь бачив 1991 рік», написавши, що Massive Attack «поставили поточні зміни на танцполі в перспективі і намітили плани того, що, безсумнівно, має прийти далі», і що «після Blue Lines кордони, що розділяють соул, фанк, регі, хауз, класику, хіп-хоп і спейс-рок, будуть розмиті назавжди». Ендрю Гаррісон з Select також похвалив різноманітне поєднання стилів на альбомі і назвав його «записом, що перевершує всі межі», а Джим Ірвін у Melody Maker похвалив його як альбом, що «сподіваємось, назавжди зруйнує стіну снобізму, яка все ще існує між танцями та всією іншою музикою». Роберт Крістгау був більш стриманим у своїх похвалах, давши альбому три зірки і написавши: «ці постіндустріальні блюзи збили їх з ніг». На церемонії вручення Brit Awards 1992 року Blue Lines був номінований на кращий британський альбом.
Альбом досяг 13 місця в UK Albums Chart; продажі в інших країнах були обмежені. Blue Lines виявився популярним на клубній сцені, а також на студентських радіостанціях.
За словами Грега Кота в The Rolling Stone Album Guide 2004 року, Blue Lines став «проєктом» трип-хопу, який згодом перетвориться на комерційно популярний музичний стиль. «Після виходу Blue Lines не був схожий ні на що інше», — писав Алексіс Петрідіс для Ґардіан після перевидання альбому у 2012 році, додаючи, що він «все ще звучить унікально, що вражає, зважаючи на те, наскільки всюдисущим мав стати трип-хоп». Майкл Галлуччі з The A.V. Club зазначив, що альбом «створив шаблон, на який трип-хоп виконавці широко покладалися» в наступні роки після його виходу. Майлз Реймер з Pitchfork, тим часом, визначив Blue Lines як «в основі своїй … хіп-хоп», вважаючи, що він був «на передовій» музичного розвитку жанру від «блочних ритмів і мінімальних аранжувань» у 1980-х до «глибоких, органічних текстур» у 1990-х. Завершуючи свою рецензію для AllMusic, Джон Буш назвав Blue Lines «одним з найкращих танцювальних альбомів усіх часів».
Згідно з Acclaimed Music, сайтом, який використовує статистику для числового представлення критичного сприйняття, Blue Lines став 43-м альбомом усіх часів і третім альбомом 1990-х. У 1997 році Blue Lines був названий 21-м найкращим альбомом усіх часів в опитуванні «Музика тисячоліття», проведеному HMV, Channel 4, Ґардіан і Classic FM. Наступного року читачі журналу Q поставили його на 58 місце у списку «100 найкращих альбомів усіх часів», а у 2000 році альбом посів 9 місце в опитуванні журналу «100 найкращих британських альбомів усіх часів». У 2003 році альбом посів 395 місце у списку «500 найкращих альбомів усіх часів» журналу Rolling Stone, 397 місце у переглянутому списку 2012 року, та 241 місце у переглянутому списку 2020 року. Pitchfork поставив його на 85 місце у списку «100 найкращих альбомів 1990-х» у 2003 році. Альбом також увійшов до книги «1001 Albums You Must Hear Before You Die». Трек «Unfinished Sympathy» також був відзначений похвальними відгуками на BBC Radio 2 як «один з найбільш зворушливих творів танцювальної музики, здатний пом'якшити серця і розбурхати уми так само гостро, як балада Бакараха або мелодія Маккартні».
"Для мене цей альбом — музика для відпочинку, музика, під яку можна писати, — каже автор Чак Поланік. «Я зараз пишу під неї оповідання. Я ставлю його на повтор, як це робив Енді Воргол: Він ставив сингли і крутив їх нескінченно, поки мова не ламалася, і він малював під це трансове повторення».
Станом на лютий 2010 року, за даними Nielsen SoundScan, у США було продано 266 000 копій альбому.

## Трек-лист
| #     | Назва                             | Автор                                                                                           | Тривалість |
| ----- | --------------------------------- | ----------------------------------------------------------------------------------------------- | ---------- |
| 1.    | «Safe from Harm»                  | Daddy G, Ендрю Воулз, Роберт Дель Наджа, Шара Нельсон, Біллі Кобхем                             | 5:18       |
| 2.    | «One Love»                        | Daddy G, Воулз, Дель Наджа, Клод Вільямс, Горас Енді                                            | 4:48       |
| 3.    | «Blue Lines»                      | Daddy G, Воулз, Дель Наджа, Tricky                                                              | 4:21       |
| 4.    | «Be Thankful for What You've Got» | Вільям ДеВон                                                                                    | 4:09       |
| 5.    | «Five Man Army»                   | Daddy G, Воулз, Дель Наджа, Tricky, Клод Вільямс                                                | 6:04       |
| 6.    | «Unfinished Sympathy»             | Daddy G, Воулз, Дель Наджа, Джонні Долар, Нельсон                                               | 5:08       |
| 7.    | «Daydreaming»                     | Daddy G, Воулз, Дель Наджа, Воллі Бадару, Tricky                                                | 4:14       |
| 8.    | «Lately»                          | Daddy G, Воулз, Дель Наджа, Нельсон, Гас Редмонд, Ларрі Браунлі, Джеффрі Саймон, Фред Е. Саймон | 4:26       |
| 9.    | «Hymn of the Big Wheel»           | Daddy G, Воулз, Дель Наджа, Нене Черрі, Енді                                                    | 6:36       |
| 45:08 |                                   |                                                                                                 |            |

## Персоналії

### Студія
- Coach House (Бристоль) — запис (1, 2, 6, 8, 9); зведення (8)
- Matrix (Лондон) — зведення (1, 4–6, 9)
- Konk Studios (Лондон) — зведення (2, 7)
- Eastcote Studios (Лондон) — запис (3, 5)
- Cherry Bear Studios — запис (4, 7)
- Abbey Road Studios (Лондон) — запис (6)
- Roundhouse (Лондон) — зведення (7)
- Hot Nights (Лондон) — запис (9)
- LOUD Mastering (Тонтон) — перезведення, ремастиринг (2012 Mix/Master)

### Музиканти
- Шара Нельсон — вокал (1, 6–8)
- Горас Енді — вокал (2, 5, 9)
- Massive Attack — вокал (3, 5, 7)
- Пол Джонсон — бас-гітара (3)
- Тоні Браян — вокал (4)
- Віл Мелоун — аранжування струнних, диригент (6)
- Гевін Райт — концертмейстер (6)
- Нене Черрі — додаткове аранжування (9)
- Майкі Генерал — бек-вокал (9)

### Технічний персонал
- Massive Attack — продюсування, зведення
- Джонні Долар — продюсування, зведення
- Booga Bear — виконавчий продюсер
- Джеремі Аллом — інженер зведення (1, 3–7, 9)
- Браян Чак Нью — інженер зведення (2, 8)
- Кевін Петрі — звукоінженер (3, 5)
- Haydn — звукоінженер струнних (6)
- Джон Дент — рематстеринг (2012 Mix/Master)
- Бруно Елінгем — перезведення (2012 Mix/Master)

### Дизайн
- Blame: Judy — художні роботи
- «3D» Del Naja — художні роботи, дизайн
- Майкл Неш — художні роботи, дизайн
- Жан-Батист Мондіно — фото задньої обкладинки
- Едді Муссон — фото